# Società Sportiva Ascoli 1942-1943
Questa pagina raccoglie le informazioni riguardanti la Società Sportiva Ascoli nelle competizioni ufficiali della stagione 1942-1943.

## Rosa
| N. |                      | Ruolo | Calciatore    |
| -- | -------------------- | ----- | ------------- |
|    | Italia (bandiera)    | A     | Fausto Arata  |
|    | Italia (bandiera)    | A     | Baccilieri    |
|    | Argentina (bandiera) | A     | E. Berreta    |
|    | Italia (bandiera)    | A     | M. Borghini   |
|    | Italia (bandiera)    | A     | Carossai      |
|    | Italia (bandiera)    | D     | M. Costantini |

| N. |                    | Ruolo | Calciatore         |
| -- | ------------------ | ----- | ------------------ |
|    | Uruguay (bandiera) | D     | Maximiliano Faotto |
|    | Italia (bandiera)  | D     | D Giambrano        |
|    | Italia (bandiera)  | A     | Lolli              |
|    | Italia (bandiera)  | P     | Luoni              |
|    | Italia (bandiera)  | C     | Vladimiro Pompei   |
|    | Italia (bandiera)  | C     | Bruno Rossi        |